# Colombotte
Colombotte est une commune française située dans le département de la Haute-Saône, la région culturelle et historique de Franche-Comté et la région administrative Bourgogne-Franche-Comté.

## Géographie

### Localisation
Colombotte est un village rural situé à 11 km à vol d'oiseau au nord-est de Vesoul, 18 km au sud-ouest de Luxeuil-les-Bains, 15 km à l'ouest de Lure et 42 km au nord-ouest de Montbéliard.
La commune se trouve dans l'aire d'attraction de Vesoul, ainsi que dans la zone d'emploi et dans le bassin de vie de cette ville.

### Communes limitrophes
Les communes limitrophes sont  Calmoutier, Châtenois, Creveney, Saulx et Velleminfroy.

### Géologie et relief
La superficie de la commune est de 4,35 km2 ; son altitude varie de 272  à   376 mètres.
Le territoire communal repose sur le gisement de schiste bitumineux de Haute-Saône daté du Toarcien.

### Hydrographie

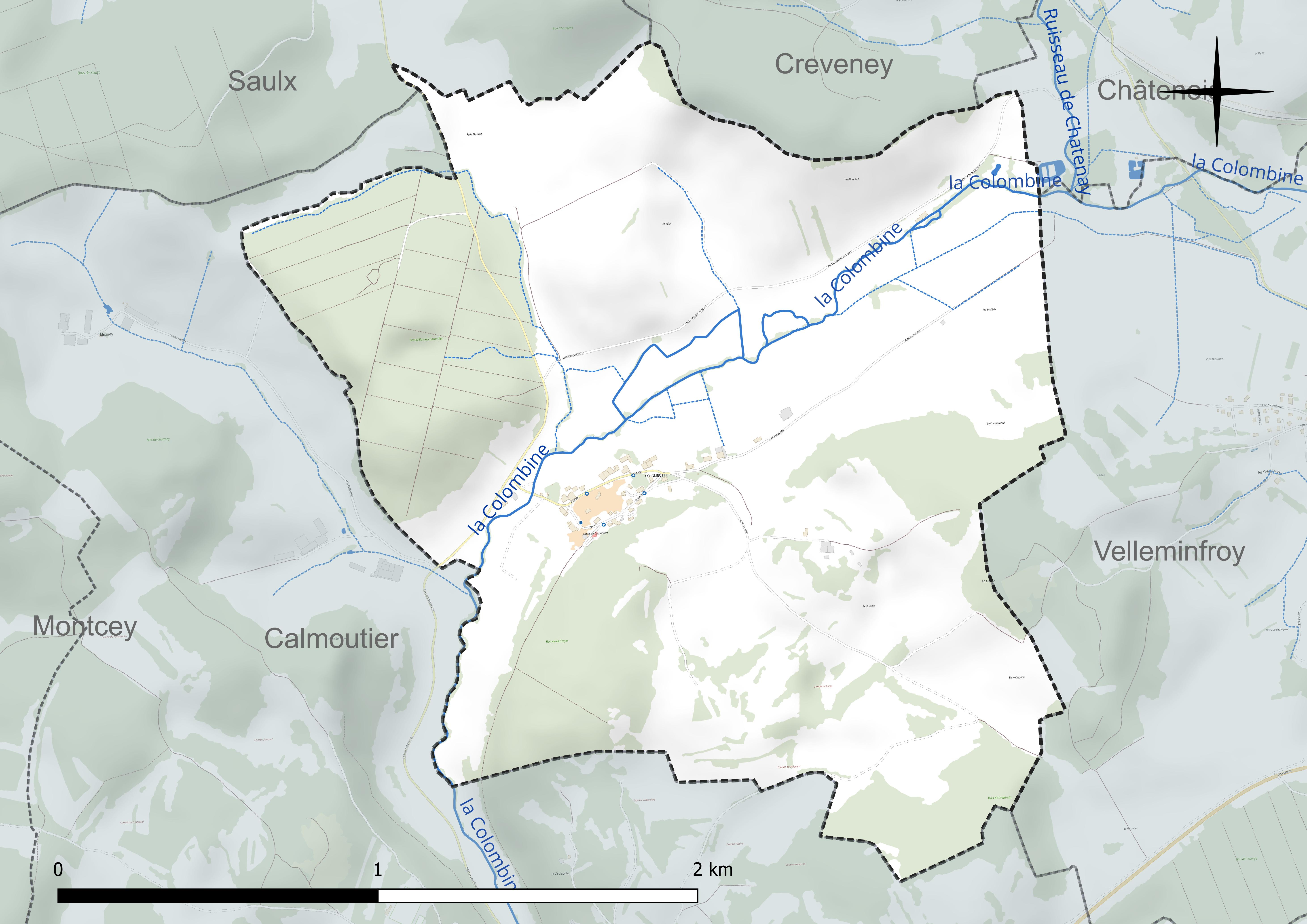
Carte hydrographique de la commune.

La rivière La Colombine, affluent du Durgeon qui se jette dans la Saône en rive gauche, y coule.

### Climat
Pour des articles plus généraux, voir Climat de la Bourgogne-Franche-Comté et Climat de la Haute-Saône.
En 2010, le climat de la commune est de type climat de montagne, selon une étude du Centre national de la recherche scientifique s'appuyant sur une série de données couvrant la période 1971-2000. En 2020, Météo-France publie une typologie des climats de la France métropolitaine dans laquelle la commune est exposée à un climat semi-continental et est dans la région climatique Lorraine, plateau de Langres, Morvan, caractérisée par un hiver rude (1,5 °C), des vents modérés et des brouillards fréquents en automne et hiver.
Pour la période 1971-2000, la température annuelle moyenne est de 10,1 °C, avec une amplitude thermique annuelle de 17,3 °C. Le cumul annuel moyen de précipitations est de 1 113 mm, avec 13,4 jours de précipitations en janvier et 10 jours en juillet. Pour la période 1991-2020, la température moyenne annuelle observée sur la station météorologique de Météo-France la plus proche, « Saulx-de-Vesoul », sur la commune de Saulx à 4 km à vol d'oiseau, est de 10,9 °C et le cumul annuel moyen de précipitations est de 1 066,3 mm. 
La température maximale relevée sur cette station est de 39,5 °C, atteinte le 25 juillet 2019 ; la température minimale est de −21 °C, atteinte le 13 janvier 1987,,.
Les paramètres climatiques de la commune ont été estimés pour le milieu du siècle (2041-2070) selon différents scénarios d'émission de gaz à effet de serre à partir des nouvelles projections climatiques de référence DRIAS-2020. Ils sont consultables sur un site dédié publié par Météo-France en novembre 2022.

## Urbanisme

### Typologie
Au 1er janvier 2024, Colombotte est catégorisée commune rurale à habitat très dispersé, selon la nouvelle grille communale de densité à sept niveaux définie par l'Insee en 2022.
Elle est située hors unité urbaine. Par ailleurs la commune fait partie de l'aire d'attraction de Vesoul, dont elle est une commune de la couronne,. Cette aire, qui regroupe 158 communes, est catégorisée dans les aires de 50 000 à moins de 200 000 habitants,.

### Occupation des sols

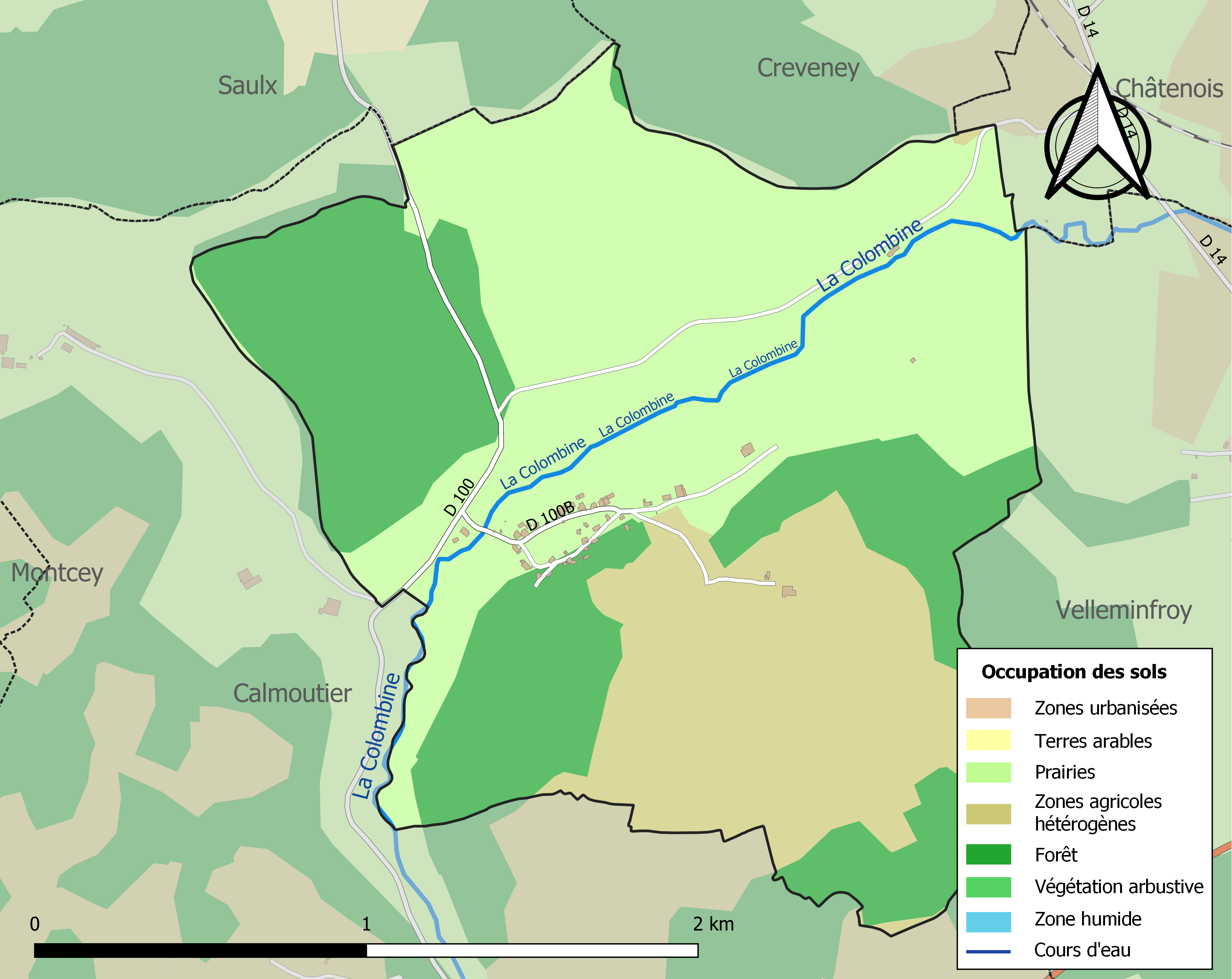
Carte des infrastructures et de l'occupation des sols de la commune en 2018 (CLC).

L'occupation des sols de la commune, telle qu'elle ressort de la base de données européenne d’occupation biophysique des sols Corine Land Cover (CLC), est marquée par l'importance des territoires agricoles (68,4 % en 2018), une proportion identique à celle de 1990 (68,4 %).
La répartition détaillée en 2018 est la suivante : prairies (46 %), forêts (31,6 %), zones agricoles hétérogènes (22,4 %).
L'évolution de l’occupation des sols de la commune et de ses infrastructures peut être observée sur les différentes représentations cartographiques du territoire : la carte de Cassini (XVIIIe siècle), la carte d'état-major (1820-1866) et les cartes ou photos aériennes de l'IGN pour la période actuelle (1950 à aujourd'hui).

### Habitat et logement
En 2021, le nombre total de logements dans la commune était de 34, alors qu'il était de 31 en 2016 et de 26 en 2011.
Parmi ces logements, 80,6 % étaient des résidences principales, 7,3 % des résidences secondaires et 12,1 % des logements vacants. Ces logements étaient pour 90,3 % d'entre eux des maisons individuelles et pour 9,7 % des appartements.
Le tableau ci-dessous présente la typologie des logements à Colombotte en 2021 en comparaison avec celle de la Haute-Saône et de la France entière. Une caractéristique marquante du parc de logements est ainsi une proportion de résidences secondaires et logements occasionnels (7,3 %) supérieure à celle du département (6,2 %) mais inférieure à celle de la France entière (9,7 %). 
| Typologie                                               | Colombotte | Haute-Saône | France entière |
| ------------------------------------------------------- | ---------- | ----------- | -------------- |
| Résidences principales (en %)                           | 80,6       | 83,2        | 82,2           |
| Résidences secondaires et logements occasionnels (en %) | 7,3        | 6,2         | 9,7            |
| Logements vacants (en %)                                | 12,1       | 10,6        | 8,1            |

## Politique et administration

### Rattachements administratifs et électoraux

#### Rattachements administratifs
La commune fait partie de l'arrondissement de Vesoul du département de la Haute-Saône.
Elle était incluse depuis 1973 dans le canton de Noroy-le-Bourg. Dans le cadre du redécoupage cantonal de 2014 en France, cette circonscription administrative territoriale a disparu, et le canton n'est plus qu'une circonscription électorale.

#### Rattachements électoraux
Pour les élections départementales, la commune fait partie depuis 2014 du canton de Villersexel.
Pour l'élection des députés, elle dépend de la deuxième circonscription de la Haute-Saône.

### Intercommunalité
La commune faisait partie de la communauté de communes des grands bois, créée le 10 décembre 2001 et qui regroupait 12 communes et environ 3 100 habitants.
Dans le cadre des dispositions de la loi du 16 décembre 2010 de réforme des collectivités territoriales, qui prévoit toutefois d'achever et de rationaliser le dispositif intercommunal en France, et notamment d'intégrer la quasi-totalité des communes françaises dans des EPCI à fiscalité propre dont la population soit normalement supérieure à 5 000 habitants, le schéma départemental de coopération intercommunale de 2011 a prévu la fusion des communautés de communes : 
- du Pays de Saulx,  
- des grands bois 
- des Franches Communes (sauf  Amblans et Genevreuille), 
et en y rajoutant la commune isolée de Velorcey, afin de former une nouvelle structure regroupant 42 communes et environ 11 200 habitants.
Cette fusion est effective depuis le 1er janvier 2014 et a permis la création, à la place des intercommunalités supprimées, de  la communauté de communes du Triangle Vert, dont la commune est désormais membre.

### Liste des maires
| Période                                  | Période                        | Identité          | Étiquette | Qualité              |
| ---------------------------------------- | ------------------------------ | ----------------- | --------- | -------------------- |
| Les données manquantes sont à compléter. |                                |                   |           |                      |
|                                          |                                |                   |           |                      |
| mars 2001                                | février 2006                   | Hervé Guery       |           |                      |
| avril 2006                               | 2008                           | Michel Joffroy    |           | Agriculteur retraité |
| 2008                                     | 2014                           | Éliane Paillottet |           |                      |
| avril 2014                               | juin 2020,                     | Simone Guéry      |           | Retraitée            |
| septembre 2020,                          | 2022                           | Joël Jaquet       |           | Technicien           |
| décembre 2022                            | En cours (au 30 novembre 2023) | Nicolas Paillotet |           | Agriculteur          |

## Population et société
Les habitants sont les Colombottains et les Colombottaines.

### Démographie
L'évolution du nombre d'habitants est connue à travers les recensements de la population effectués dans la commune depuis 1793. Pour les communes de moins de 10 000 habitants, une enquête de recensement portant sur toute la population est réalisée tous les cinq ans, les populations de référence des années intermédiaires étant quant à elles estimées par interpolation ou extrapolation. Pour la commune, le premier recensement exhaustif entrant dans le cadre du nouveau dispositif a été réalisé en 2006.

En 2022, la commune comptait 67 habitants, en évolution de −21,18 % par rapport à 2016 (Haute-Saône : −1,4 %, France hors Mayotte : +2,11 %).
| 1793 | 1800 | 1806 | 1821 | 1831 | 1836 | 1841 | 1846 | 1851 |
| ---- | ---- | ---- | ---- | ---- | ---- | ---- | ---- | ---- |
| 184  | 274  | 209  | 291  | 297  | 234  | 235  | 235  | 211  |

| 1856 | 1861 | 1866 | 1872 | 1876 | 1881 | 1886 | 1891 | 1896 |
| ---- | ---- | ---- | ---- | ---- | ---- | ---- | ---- | ---- |
| 212  | 197  | 177  | 172  | 152  | 135  | 142  | 127  | 119  |

| 1901 | 1906 | 1911 | 1921 | 1926 | 1931 | 1936 | 1946 | 1954 |
| ---- | ---- | ---- | ---- | ---- | ---- | ---- | ---- | ---- |
| 110  | 114  | 110  | 100  | 93   | 89   | 95   | 87   | 70   |

| 1962 | 1968 | 1975 | 1982 | 1990 | 1999 | 2006 | 2011 | 2016 |
| ---- | ---- | ---- | ---- | ---- | ---- | ---- | ---- | ---- |
| 63   | 53   | 43   | 37   | 49   | 48   | 52   | 62   | 85   |

| 2021 | 2022 | - | - | - | - | - | - | - |
| ---- | ---- | - | - | - | - | - | - | - |
| 74   | 67   | - | - | - | - | - | - | - |

### Manifestations culoturelles et festivités
- Fête patronale, le 8 septembre[26].

### Cultes
Début 2017, la commune est « réputée sans clochers ».

## Culture locale et patrimoine

### Lieux et monuments
- Mairie, construite en 1847, dotée d'un clocher surmonté d'un coq ainsi que d'un cadran solaire et d'une horloge[26].
- Le circuit de randonnée "De Calmoutier à Colombotte" traverse le village[26].
- Maisons des XVIe et XVIIe siècles[26].
- Monument aux morts.
- Pont en pierre à plusieurs arches.

### Héraldique
| Blason de Colombotte | Blason  | D'azur à une tour d'argent.                      |
| Blason de Colombotte | Détails | Le statut officiel du blason reste à déterminer. |

## Pour approfondir